# Сент-Джозеф (Міннесота)
Сент-Джозеф (англ. St. Joseph) — місто (англ. city) в США, в окрузі Стернс штату Міннесота. Населення — 7029 осіб (2020).

## Географія
Сент-Джозеф розташований за координатами 45°33′36″ пн. ш. 94°18′30″ зх. д. / 45.56000° пн. ш. 94.30833° зх. д. (45.559924, -94.308293).  За даними Бюро перепису населення США в 2010 році місто мало площу 10,07 км², з яких 10,07 км² — суходіл та 0,00 км² — водойми.

## Демографія
Згідно з переписом 2010 року, у місті мешкали 6534 особи в 1845 домогосподарствах у складі 1184 родин. Густота населення становила 649 осіб/км².  Було 1912 помешкання (190/км²).
Расовий склад населення:
| - 93,7 % — білих - 2,4 % — азіатів - 1,1 % — чорних або афроамериканців - 0,2 % — корінних американців |

До двох чи більше рас належало 1,7 %. Частка іспаномовних становила 1,9 % від усіх жителів.
За віковим діапазоном населення розподілялося таким чином: 17,1 % — особи молодші 18 років, 75,0 % — особи у віці 18—64 років, 7,9 % — особи у віці 65 років та старші. Медіана віку мешканця становила 22,7 року. На 100 осіб жіночої статі у місті припадало 59,2 чоловіків;  на 100 жінок у віці від 18 років та старших — 52,4 чоловіків також старших 18 років.
Середній дохід на одне домашнє господарство  становив 63 848 доларів США (медіана — 51 265), а середній дохід на одну сім'ю — 81 689 доларів (медіана — 81 250). Медіана доходів становила 45 323 долари для чоловіків та 35 888 доларів для жінок. За межею бідності перебувало 29,8 % осіб, у тому числі 25,6 % дітей у віці до 18 років та 17,3 % осіб у віці 65 років та старших.
Цивільне працевлаштоване населення становило 4183 особи. Основні галузі зайнятості: освіта, охорона здоров'я та соціальна допомога — 44,7 %, роздрібна торгівля — 9,9 %, виробництво — 9,3 %.